# Trebejov
Trebejov (in ungherese Terebő) è un comune della Slovacchia facente parte del distretto di Košice-okolie, nella regione di Košice.